# Марена (Кавадарци)
Марена (мкд. Марена) је насеље у Северној Македонији, у јужном делу државе. Марена је насеље у оквиру општине Кавадарци.

## Географија
Марена је смештена у јужном делу Северне Македоније. Од најближег већег града, Кавадараца, насеље је удаљено 5 km северно.
Насеље Марена се налази у историјској области Тиквеш. Село је смештено у долини реке Вардар, у јужном делу Тиквешке котлине. Насеље је положено на приближно 210 метара надморске висине, у бреговитом подручју. Кроз село протиче речица Луда Мара.
Месна клима је измењена континентална са значајним утицајем Егејског мора (жарка лета). 

## Становништво
Марена је према последњем попису из 2002. године имала 997 становника.
Већинско становништво у насељу су етнички Македонци (90%), а остало су Роми (7%) и Срби (2%). Почетком 20. века 1/2 становништва били су Турци, који су после Првог светског рата иселили у матицу.
Претежна вероисповест месног становништва је православље.